# Up10tion
UP10TION (hangul: 업 텐션; pronunciado "up-tension") es un grupo maculino surcoreano formado por TOP Media en 2015, sello fundado por Andy Lee del grupo Shinhwa. El grupo consta de diez miembros: Jinhoo, Kuhn, Kogyeol, Lee Jin-hyuk, Bitto, Wooshin, Sunyoul, Gyujin, Hwanhee y Xiao. El grupo debutó con una obra extendida (EP) Top Secret. En 2017, hicieron su debut en Japón con el EP ID.

## Historia

### Predebut
En julio de 2015, UP10TION hizo su debut oficial presentando a cada miembro, uno por uno, a través de su espectáculo Masked Rookie King, también conocido como King of Masked Rookie UP10TION, que es una parodia delb programa de MBC King of Mask Singer. Los miembros compitieron y mostraron sus habilidades y encantos usando una máscara frente a un panel de jueces. Los que fueron seleccionados se quitaron sus máscaras. El panel de jueces fueron Andy Lee de Shinhwa, Chunji de Teen Top, y Rokhyun y Chanyong de 100%. El primer miembro que se presentó fue Wooshin y fue descrito como un parecido del actor Park Bo-Gum. El segundo y tercer miembro fueron Jinhoo y Hwanhee. El cuarto miembro era Bit-to con una profunda voz soulful y el quinto era Kogyeol con una voz potente y emocional. Los miembros sexto y séptimo fueron Kuhn y Sunyoul, que tienen miradas y voces encantadoras. El grupo de diez miembros finalmente fue presentado con sus últimos miembros Lee Jin-hyuk, Gyujin y Xiao.

### 2015: Debut con Top Secret y BRAVO!
El 9 de septiembre, UP10TION celebró un showcase debut en AX Concert Hall en Seúl. El primer álbum debut de UP10TION, Top Secret, que incluye el sencillo debut "So, Dangerous", fue lanzado el 11 de septiembre de 2015. El álbum debutó en el número 9 y alcanzó el puesto número 7 en Gaon Album Chart. Hicieron su debut oficial en el programa de música el 10 de septiembre a través de Mnet's M! Cuenta atrás, realizando su sencillo debut "So, Dangerous". También tuvieron su escaparate del álbum debut en Beijing, China el 22 de septiembre. El video musical "So, Dangerous" fue clasificado en el noveno lugar en los videos de K-pop más vistos de Billboard en Estados Unidos durante el mes de septiembre de 2015.
¡El 26 de noviembre, UP10TION lanzó su segundo miniálbum BRAVO! con el sencillo "Catch me!" que fue producido por Iggy y Yong Bae, que produjo Ailee's Heaven y Me Gustas Tu de GFriend. También incluye la pista Party2nite que fue escrita y compuesta por Teen Top's Changjo. El álbum alcanzó su punto máximo en el número 5 en Gaon Album Chart.

### 2016: Spotlight, Summer Go! y BURST
UP10TION lanzó su tercer miniálbum Spotlight con la canción principal "Attention" el 18 de abril. En mayo de 2016, TOP Media confirmó que UP10TION realizará su presentación en Tokio el 4 de junio, seguido de una presentación en el Osaka River Forum en junio 5.
El 5 de agosto, UP10TION lanzó su cuarto miniálbum Summer Go! con la canción principal "Tonight", que marcó su primer lanzamiento de verano.
UP10TION volvió a lanzar su quinto miniálbum BURST con la canción principal como "White Night". El EP fue lanzado el 21 de noviembre a las 00:30 KST, después de anunciar un retraso de 30 minutos a partir de la publicación del álbum en su fecha original de medianoche.

### 2017: Estreno japonés y hiato de Wooshin
UP10TION lanzó su sencillo debut en Japón 『ID(アイディー)』 el 27 de febrero de 2017.
El 6 de junio, TOP Media emitió una declaración sobre el hiato de Wooshin. Se afirmó que su condición psicológica había empeorado debido al estrés mental que había estado recibiendo desde finales de 2016, debido a una controversia que alegaba que había tocado inapropiadamente a su copresentador de "The Show", Jeon So-mi, cerca de su área del pecho durante un video. Hubo declaraciones oficiales publicadas por las agencias de ambas partes que negaron estas afirmaciones, junto con el personal de producción de "The Show".
Con Wooshin en hiato, UP10TION continuó sus actividades como nueve miembros. Lanzaron su sexto miniálbum STAR; DOM el 29 de junio. El EP contenía seis pistas, con la canción principal "Runner". El 12 de octubre, el grupo lanzó la edición especial de 2017, que contiene dos canciones, incluida la canción principal "Going Crazy".

### 2018: El regreso y primer álbum de Wooshin
UP10TION tendrá un regreso el 15 de marzo de 2018. TOP Media ha estado lanzando teasers individuales. El 15 de marzo, el grupo lanzará un álbum completo llamado Invitación. Este regreso incluirá a los 10 miembros.

## Miembros
- Jinhoo (진후) — Líder, Vocalista
- Kuhn (쿤) — Rapero, Vocalista
- Kogyeol (고결) — Vocalista
- Lee Jin-hyuk (진혁) — Rapero
- Bitto (비토) — Rapero
- Wooshin (우석) — Vocalista
- Sunyoul (선율) — Vocalista
- Gyujin (규진) — Vocalista
- Hwanhee (환희) — Vocalista
- Xiao (샤오) — Vocalista

## Discografía

### Álbumes de estudio
| Título     | Detalles de álbum                                                                                              | Posiciones de gráfico de la cumbre | Posiciones de gráfico de la cumbre | Ventas                        |
| Título     | Detalles de álbum                                                                                              | KOR                                | JPN                                | Ventas                        |
| Coreano    | Coreano | Coreano                            | Coreano                            | Coreano                       |
| ---------- | --- | ---------------------------------- | ---------------------------------- | ----------------------------- |
| Invitation | - Publicado: 19 de marzo de 2018 - Discográfica: TOP Media, LEON Entertainment - Formato: CD, descarga digital | 2                                  | 14                                 | - KOR: 75,594+ - JPN: 14,872+ |

### Obra extendida
| Título                                                                    | Detalles de álbum | Posiciones de gráfico de la cumbre | Posiciones de gráfico de la cumbre | Ventas                      |
| Título                                                                    | Detalles de álbum | KOR                                | JPN                                | Ventas                      |
| Coreano                                                                   | Coreano | Coreano                            | Coreano                            | Coreano                     |
| ------------------------------------------------------------------------- | --- | ---------------------------------- | ---------------------------------- | --------------------------- |
| Top Secret                                                                | - Publicado: 11 de septiembre de 2015 - Discográfica: TOP Media, LOEN Entertainment - Formato: CD, descarga digital                                   | 7                                  | —                                  | - KOR: 16,249               |
| Bravo!                                                                    | - Publicado: 26 de noviembre de 2015 - Discográfica: TOP Media, LOEN Entertainment - Formato: CD, descarga digital                                    | 5                                  | —                                  | - KOR: 31,611               |
| Spotlight                                                                 | - Publicado: 18 de abril de 2016 - Discográfica: TOP Media, LOEN Entertainment - Formato: CD, descarga digital                                        | 4                                  | 5                                  | - KOR: 62,848 - JPN: 18,235 |
| Summer Go!                                                                | - Publicado: 5 de agosto de 2016 - Discográfica: TOP Media, LOEN Entertainment - Formato: CD, descarga digital                                        | 1                                  | 8                                  | - KOR: 60,561 - JPN: 16,326 |
| Summer Go!                                                                | - Relanzado: 20 de septiembre de 2016 (como Gracias [edición limitada]) - Discográfica: TOP Media, LOEN Entertainment - Formato: CD, descarga digital | 3                                  | —                                  | - KOR: 60,561 - JPN: 16,326 |
| Burst                                                                     | - Publicado: 21 de noviembre de 2016 - Discográfica: TOP Media, LOEN Entertainment - Formato: CD, descarga digital                                    | 1                                  | 25                                 | - KOR: 83,737 - JPN: 10,152 |
| Star;dom                                                                  | - Publicado: 29 de junio de 2017 - Discográfica: TOP Media, LOEN Entertainment - Formato: CD, descarga digital                                        | 1                                  | 18                                 | - KOR: 95,523 - JPN: 6,483  |
| Special Photo Edition                                                     | - Publicado: 18 de octubre de 2017 - Discográfica: TOP Media, LOEN Entertainment - Formato: CD, descarga digital                                      | 11                                 | 37                                 | - KOR: 22,392 - JPN: 2,655  |
| "—" Denota libera aquello no gráfico o no fue liberado en aquella región. | |                                    |                                    |                             |

### Álbumes solo
| Título                                                                    | Detalles de álbum | Posiciones de gráfico de la cumbre | Posiciones de gráfico de la cumbre | Ventas         | Certificaciones |
| Título                                                                    | Detalles de álbum | KOR                                | JPN                                | Ventas         | Certificaciones |
| Japonés                                                                   | Japonés | Japonés                            | Japonés                            | Japonés        | Japonés         |
| ------------------------------------------------------------------------- | --- | ---------------------------------- | ---------------------------------- | -------------- | --------------- |
| ID (アイディー)                                                           | - Publicado: 8 de marzo de 2017 - Discográfica: Kiss Entertainment - Formato: CD, descarga digital Track listing 1. ID (アイディー) 2. The World Is Waiting 3. Stand Up 4. Once Again | —                                  | 4                                  | - JPN: 159,779 | - RIAJ: Oro     |
| Wild Love                                                                 | - Publicado:24 de enero de 2018 - Discográfica: Kiss Entertainment - Formato: CD, descarga digital Track listing 1. Wild Love 2. Sign Me Up 3. In the Dream 4. Feel So Right!         | —                                  | 3                                  | - JPN: 30,199+ |                 |
| "—" Denota libera aquello no gráfico o no fue liberado en aquella región. | |                                    |                                    |                |                 |

## Videografía

### Vídeos musicales
| Año     | Video musical   | Director    |         |
| Coreano | Coreano         | Coreano     | Coreano |
| ------- | --------------- | ----------- | ------- |
| 2015    | "So, Dangerous" | Desconocido |         |
| 2015    | "Catch Me!"     |             |         |
| 2016    | "Attention"     | Desconocido |         |
| 2016    | "Tonight"       |             |         |
| 2016    | "White Night"   |             |         |
| 2017    | "Runner"        | Desconocido |         |
| 2017    | "Going Crazy"   |             |         |
| Chino   |                 |             |         |
| 2015    | "So, Dangerous" | Desconocido |         |
| Japonés |                 |             |         |
| 2017    | "ID"            | Desconocido |         |
| 2018    | "Wild Love"     | Desconocido |         |

## Filmografía

### Espectáculos de realidad
| Año  | Red          | Título           | Nota(s)                                           |
| ---- | ------------ | ---------------- | ------------------------------------------------- |
| 2015 | NAVER TVCast | RISING! UP10TION | Tiene versión coreana y china                     |
| 2017 | Viki         | Up10tion, Please | Los miembros Llevan a cabo Peticiones de Seguidor |

## Conciertos y giras

### Gaon Chart K-Pop Awards
| Año  | Nominado | Premio                 | Resultado |
| ---- | -------- | ---------------------- | --------- |
| 2016 | UP10TION | New Artist of the Year | Nominado  |

### Melon Music Awards(MMA)
| Año  | Nominado | Premio               | Resultado |
| ---- | -------- | -------------------- | --------- |
| 2015 | UP10TION | Best New Male Artist | Nominado  |

### Mnet Asian Music Awards(MAMA)
| Año  | Nominado | Premio               | Resultado |
| ---- | -------- | -------------------- | --------- |
| 2015 | UP10TION | Best New Male Artist | Nominado  |

| Año  | Nominado | Premio                      | Resultado |
| ---- | -------- | --------------------------- | --------- |
| 2015 | UP10TION | UnionPay Artist of the Year | Nominado  |

### Seoul Music Awards(SMA)
| Año  | Nominado | Premio        | Resultado |
| ---- | -------- | ------------- | --------- |
| 2016 | UP10TION | Bonsang Award | Nominado  |

| Año  | Nominado | Premio           | Resultado |
| ---- | -------- | ---------------- | --------- |
| 2016 | UP10TION | New Artist Award | Nominado  |

| Año  | Nominado | Premio           | Resultado |
| ---- | -------- | ---------------- | --------- |
| 2016 | UP10TION | Popularity Award | Nominado  |

| Año  | Nominado | Premio               | Resultado |
| ---- | -------- | -------------------- | --------- |
| 2016 | UP10TION | Hallyu Special Award | Nominado  |

| Año  | Nominado | Premio        | Resultado |
| ---- | -------- | ------------- | --------- |
| 2017 | UP10TION | Bonsang Award | Nominado  |

| Año  | Nominado | Premio           | Resultado |
| ---- | -------- | ---------------- | --------- |
| 2017 | UP10TION | Popularity Award | Nominado  |

| Año  | Nominado | Premio               | Resultado |
| ---- | -------- | -------------------- | --------- |
| 2017 | UP10TION | Hallyu Special Award | Nominado  |

### Golden Disk Award(GDA)
| Año  | Nominado  | Premio       | Resultado |
| ---- | --------- | ------------ | --------- |
| 2017 | Spotlight | Disk Bonsang | Nominado  |

| Año  | Nominado | Premio           | Resultado |
| ---- | -------- | ---------------- | --------- |
| 2017 | UP10TION | Popularity Award | Nominado  |

| Año  | Nominado | Premio                        | Resultado |
| ---- | -------- | ----------------------------- | --------- |
| 2017 | UP10TION | Asian Choice Popularity Award | Nominado  |

#### Otros premios
| Año  | Ganador  | Premio                                 | Categoría                 | Resultado |
| ---- | -------- | -------------------------------------- | ------------------------- | --------- |
| 2015 | UP10TION | Hello Asia! K-Pop Awards               | Best Newcomer             | Nominado  |
| 2015 | UP10TION | Soompi Awards                          | Rookie of the Year        | Nominado  |
| 2015 | UP10TION | 7th Philippine K-pop Convention Awards | Rookie of the Year (Male) | Nominado  |
| 2016 | UP10TION | Soompi Awards                          | Dance of the Year         | Nominado  |